# 1165 (szám)
Az 1165 (római számmal: MCLXV) az 1164 és 1166 között található természetes szám.

## A szám a matematikában
A tízes számrendszerbeli 1165-ös a kettes számrendszerben 10010001101, a nyolcas számrendszerben 2215, a tizenhatos számrendszerben 48D alakban írható fel.
Az 1165 páratlan szám, összetett szám, félprím. Kanonikus alakja 51 · 2331, normálalakban az 1,165 · 103 szorzattal írható fel. Négy osztója van a természetes számok halmazán, ezek növekvő sorrendben: 1, 5, 233 és 1165.
Az 1165 negyvennégy szám valódiosztó-összegeként áll elő, ezek közül legkisebb a 2163.

## Csillagászat
- 1165 Imprinetta kisbolygó